# Tršić, Srbija
Tršić (izvirno srbsko Тршић) je naselje v Srbiji, ki upravno spada pod Mesto Loznica; slednje pa je del Mačvanskega upravnega okraja.

## Demografija
V naselju živi 979 polnoletnih prebivalcev, pri čemer je njihova povprečna starost 36.9 let (36.0 pri moških in 37.8 pri ženskah). Naselje ima 376 gospodinjstev, pri čemer je povprečno število članov na gospodinjstvo 3.36.
To naselje je, glede na rezultate popisa iz leta 2002, večinoma srbsko.
|  |

| Demografija | Demografija     | Demografija     |
| Leto        | Št. prebivalcev | Št. prebivalcev |
| ----------- | --------------- | --------------- |
|             |                 |                 |
|             |                 |                 |
|             |                 |                 |
|             |                 |                 |
| 1948        | 986             |                 |
| 1953        | 1098            |                 |
| 1961        | 1149            |                 |
| 1971        | 1156            |                 |
| 1981        | 1214            |                 |
| 1991        | 1210            | 1132            |
| 2002        | 1317            | 1263            |
|             |                 |                 |

| Etnična sestava po popisu iz leta 2002 | Etnična sestava po popisu iz leta 2002 | Etnična sestava po popisu iz leta 2002 | Etnična sestava po popisu iz leta 2002 | Etnična sestava po popisu iz leta 2002 |
| -------------------------------------- | -------------------------------------- | -------------------------------------- | -------------------------------------- | -------------------------------------- |
| Srbi                                   | Srbi                                   |                                        | 1.255                                  | 99,36%                                 |
| Slovenci                               | Slovenci                               |                                        | 1                                      | 0,07%                                  |
| Neznano                                | Neznano                                |                                        | 6                                      | 0,47%                                  |